# Manuel Rengifo
Manuel Rengifo y Cárdenas (Santiago do Chile, 31 de dezembro de 1793 — Talca, 16 de março de 1846) foi um político chileno, ministro dos presidentes Fernando Errázuriz Aldunate, José Joaquín Prieto Vial e Manuel Bulnes Prieto.

## Vida política
Manuel Rengifo foi nomeado ministro da fazenda em 19 de junho de 1830, durante a administração de José Joaquín Prieto Vial. O país se encontrava com um grande déficit econômico. Uma de suas contribuições mais notáveis foi a reforma tributária e aduaneira, aplicada em conjunto com uma rigorosa diminuição dos gastos públicos e  controle da dívida externa e interna.